# Rychlobruslení na Zimních olympijských hrách 2006 – 5000 metrů ženy
Závod na 5000 metrů žen na Zimních olympijských hrách 2006 se konal v hale Oval Lingotto v Turíně dne 25. února 2006. Z českých závodnic se jej zúčastnila Martina Sáblíková.

## Výsledky
| Pořadí           | Dvojice | Dráha | Jméno                        | Země                   | Čas     | Ztráta |
| ---------------- | ------- | ----- | ---------------------------- | ---------------------- | ------- | ------ |
| Zlatá medaile    | 8       | O     | Clara Hughesová              | Kanada                 | 6:59,07 | 0,00   |
| Stříbrná medaile | 8       | I     | Claudia Pechsteinová         | Německo                | 7:00,08 | +1,01  |
| Bronzová medaile | 7       | O     | Cindy Klassenová             | Kanada                 | 7:00,57 | +1,50  |
| 4.               | 7       | I     | Martina Sáblíková            | Česko                  | 7:01,38 | +2,31  |
| 5.               | 6       | O     | Daniela Anschützová-Thomsová | Německo                | 7:02,82 | +3,75  |
| 6.               | 4       | O     | Kristina Grovesová           | Kanada                 | 7:03,95 | +4,88  |
| 7.               | 5       | I     | Catherine Raneyová           | Spojené státy americké | 7:04,91 | +5,84  |
| 8.               | 5       | O     | Maren Haugliová              | Norsko                 | 7:06,08 | +7,01  |
| 9.               | 4       | I     | Renate Groenewoldová         | Nizozemsko             | 7:11,32 | +12,25 |
| 10.              | 6       | I     | Carien Kleibeukerová         | Nizozemsko             | 7:12,18 | +13,11 |
| 11.              | 3       | O     | Eriko Išinová                | Japonsko               | 7:12,48 | +13,41 |
| 12.              | 2       | O     | Anna Rokitová                | Rakousko               | 7:16,75 | +17,68 |
| 13.              | 1       | I     | Maki Tabataová               | Japonsko               | 7:18,05 | +18,98 |
| 14.              | 2       | I     | Lucille Opitzová             | Německo                | 7:18,06 | +18,99 |
| 15.              | 3       | I     | Wang Fej                     | Čína                   | 7:22,90 | +23,83 |
| 16.              | 1       | O     | Katarzyna Wójcická           | Polsko                 | 7:28,09 | +29,02 |